# ESCE International Business School
Die ESCE International Business School (Ecole Supérieure du Commerce Extérieur) ist eine internationale Wirtschaftshochschule und eine der privaten Grandes Ecoles in Frankreich. Sie wurde 1968 gegründet. Sie verfügt über einen eigenen Campus in Paris.
Die Studiengänge haben die dreifache internationale Akkreditierung von EFMD,  CEFDG (Commission d’évaluation des formations et diplômes de gestion) und Conférence des grandes écoles.
Die Schule verfügt über ein Netzwerk von 9300 Alumni. Im Ranking der französischen Business-Schools von Le Figaro liegt sie 2022 auf Platz 26.

## Berühmte Lehrer
- Sascha Kraus (* 1974), deutscher Wirtschaftswissenschaftler und Professor für Management

## Berühmte Absolventen
- Alek Sandar (* 1987), bulgarisch-deutscher Musikproduzent, Songwriter und Musiker